# 伯恩斯·勇氣
伯恩斯·勇氣（日語：バーンズ 勇気；1992年12月27日—），是一名童星出身的日本舞者兼演员。
從2004年度開始在天才兒童MAX中擔任TV戰士演出。另外，也在所屬事務所組成的「Prizmax.Jr」這個團體中活躍。所屬事務所同時也是TV戰士de・Lencquesaing望・藤本七海的所屬事務所。

## 早年生活及教育
伯恩斯·勇气于1992年12月27日生于日本神奈川县横须贺市，他的母亲是日本人，父亲是美国人。
他于2002年开始学习舞蹈，从小立志成为一名舞者。此外，他还擅长打鼓，倒立等等。喜歡的食物是拉麵。喜歡的台詞是「Come on!」。

## 天才兒童MAX
- 從前曾出現把音階「ファ」回答成「ワ」，在提示「動物之王」時，回答的卻是「大猩猩」（正確答案是「獅子」）等場面。但是從2006年度開始成為最年長的TV 戰士後，有了作為領導者的自覺，在很多場面發揮了領導力。
- 曾參與許多『MTK』。在2004年度中，是演唱『MTK』的新人戰士第1號。 在2005年度的單元片尾曲MTK裡，和前田公輝・飯田里穗・木內江莉一起組成了Our Treasures樂團而活躍。在2006年度的『片尾曲MTK』中，包含可說是他自己主題曲的『ユウキスイッチ』在內，演唱了3首曲子（包括節目主題曲在內）。
- 在紙飛機達陣賽中，從2004年度開始獲得了許多良好成績。在2005年度中作為「蒸氣騎士團・サッソウ」的隊長，曾發明了「Barnes接住」這個在天才兒童MAX歷史上留名的有名台詞。這個台詞也作為笑料運用在紙飛機達陣賽以外的單元。2006年開始作為「ムサシ・ジョウネッツ」的一員參與競賽。附帶一提，他現在是紙飛機達陣賽總合比賽勝利數的世界紀錄保持人。
- 在2006年度夏季公演『解救孩子星!未來是屬於我們的』中擔任主角。由於他的台詞是最多的，為了背台詞甚至一度把身體累壞了，但在他的努力之下，正式演出時展現了堂堂的演技，並且成功的演唱MTK『ユウキスイッチ』，獲得了觀眾們的掌聲。
- 在2006年度的『這裡是「週刊優克迪爾」編輯部』中，藤田Ryan以「踊る大家族！！（跳舞的大家族）」為題，表示自己意外發現了勇氣家裡的人每當聽到「∞SAKAおばちゃんROCK」這首曲子時，就會一齊開始跳舞。原來勇氣的母親是錦戸亮與關西傑尼斯8的愛好者，與朋友們每次聽到相關歌曲就會隨之起舞。

## 主要演出作品
- NHK教育天才兒童MAX（2004年－2006年）
- 雜誌なかよし
- 雜誌Sesame Jr.
- 雜誌Myojo
- 雙層公寓：都會男女

## 外部連結
- 伯恩斯·勇氣的Instagram帳戶